# Ulpiano Checa
Ulpiano Fernández-Checa y Saiz (Colmenar de Oreja, 3 de abril de 1860-Dax, 5 de enero de 1916), fue un pintor, escultor, cartelista e ilustrador español.

## Biografía
Ulpiano Checa nació el 3 de abril de 1860 en la localidad madrileña de Colmenar de Oreja, en el número 5 de la antigua calle de las Damas, que en la actualidad lleva el nombre del pintor. Desde muy pequeño manifestó tener cualidades para el mundo del arte. Con trece años conoció, en su pueblo natal, a José Ballester, marido de una vecina de Colmenar, que era propietario del Café de la Concepción, en la Corredera Baja en Madrid. En 1873 José Ballester, después de consultar a Luis Taberner, artista reconocido en Madrid, decidió llevar a Ulpiano junto con su familia a la capital. Ulpiano Checa se instaló en la casa de Ballester, quien pagó todos sus estudios, siendo su protector y mecenas. Checa entabló amistad con el hijo de José Ballester, Eduardo Ballester Estrecha, con el que convivió durante los años de su estancia en Madrid, de 1875 a 1884.

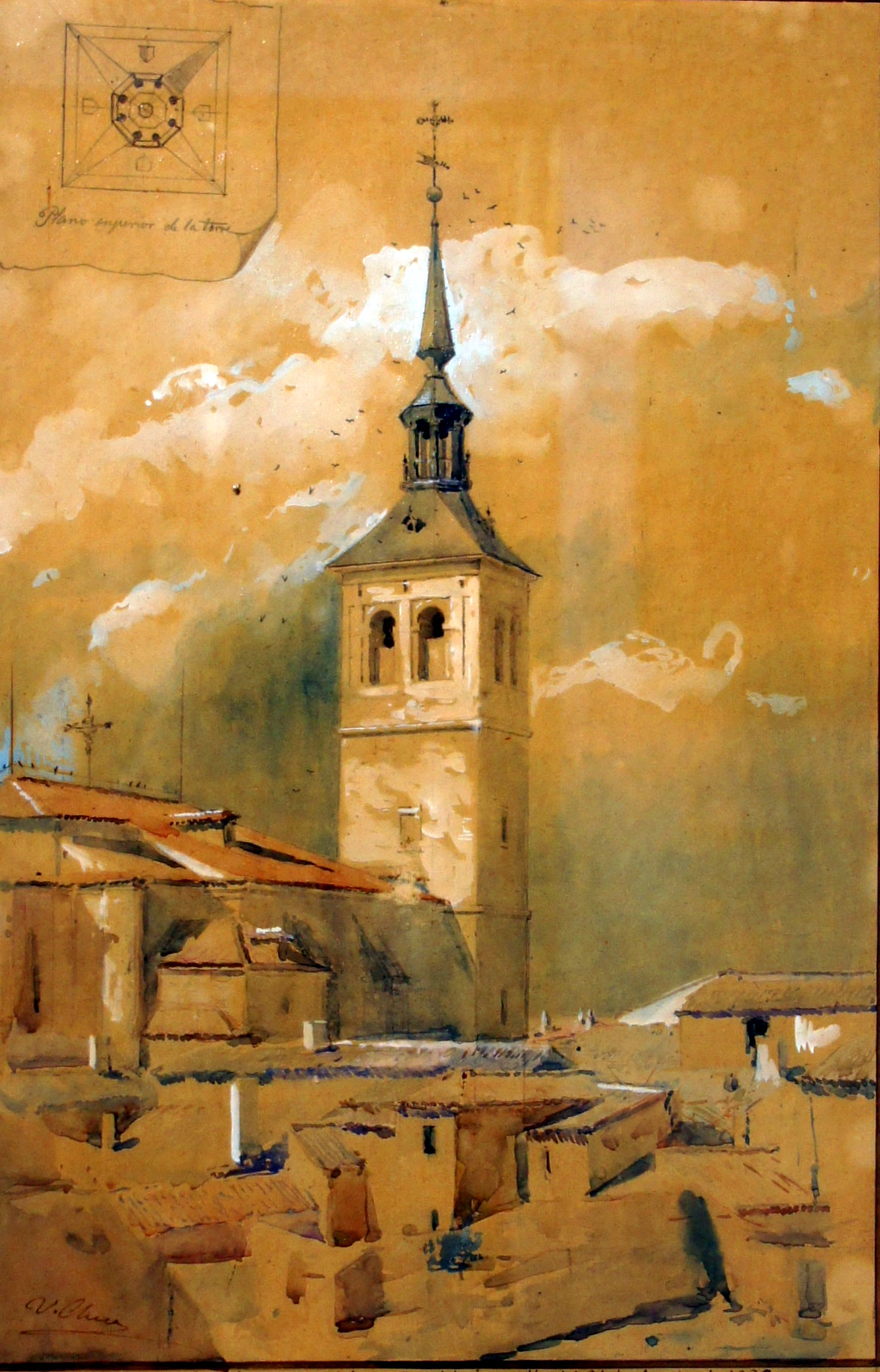
Torre de Colmenar de Oreja, Acuarela sobre papel, 52,1 x 37cm. Torre de Colmenar de Oreja como estaba antes del incendio de 21 de agosto de 1886. Apunte tomado desde el Zacatín por Ulpiano Checa. Obra donada por la iglesia de Santa María la Mayor al Museo Ulpiano Checa.

Estudió en la Escuela de Bellas Artes y Oficios, y en 1875, ingresó en la Real Academia de Bellas Artes de San Fernando, en la que estuvo hasta 1880; durante su estancia en la Academia obtuvo tres medallas (perspectiva, dibujo de lo antiguo y ropajes y teoría e historia de las bellas artes) y dos becas para pintura de historia. Sus buenas calificaciones le permitieron trabajar como profesor adjunto de Pablo Gonzalvo en la asignatura de perspectiva entre 1879 y 1884. Durante su estancia como pensionado en la Academia Española de Bellas Artes de Roma, Ulpiano Checa colaboró con la revista La Ilustración Española y Americana. Trabajó como ayudante de Manuel Domínguez en la decoración del Palacio de Linares y en la Basílica de San Francisco el Grande, los dos proyectos decorativos más importantes de Madrid durante las últimas décadas del siglo. También decoró el café de su protector con vidrieras de motivos florales.
Con motivo del segundo centenario de la muerte de Calderón de la Barca, realizó sus primeras colaboraciones como ilustrador en la revista. Interesado por el devenir artístico, se movió dentro de los círculos culturales madrileños, y participó como socio fundador en la creación del Círculo de Bellas Artes de Madrid.
En 1884 obtuvo la pensión de número en la sección de pintura de historia en la Academia de Bellas Artes de Roma. Sus trabajos fueron muy destacados. Un año después, durante el último curso de su pensión, viajó a París y participó en el Salón de los Campos Elíseos con El rapto de Proserpina, lo que provocó discrepancias dentro de la academia española. Tras finalizar sus estudios, solicitó la pensión de mérito para la Academia en Roma, pero ésta recayó sobre Mariano Benlliure.
Checa fijó su mirada en París, que por aquellos años ya se había situado como el epicentro cultural europeo. En 1889 se estableció en la capital francesa y participó en la Exposición universal de este año con el lienzo En la iglesia, que fue premiado con la tercera medalla. Conoció a Matilde Chayé, mujer perteneciente a una familia acomodada de origen gascón y en 1890 contrajo matrimonio. Checa cambió su residencia definitivamente y vivió entre París y Bagnères de Bigorre,  localidad situada en los Altos Pirineos donde la familia Chayé, muy apreciada dentro de la comunidad, tenía una residencia. Pero nunca olvidó sus orígenes, y regresó a España en diversas ocasiones para pasar temporadas de descanso y visitar a amigos y familiares en Colmenar de Oreja. Su espíritu inquieto y su posición económica le permitieron viajar por medio mundo y esto le convirtió en un artista de fama internacional.
En 1890 obtuvo su primer triunfo en los Salones de París. En los Campos Elíseos presentó su célebre Carrera de carros romanos y consiguió la tercera medalla. Tanto el público como la crítica alabaron esta obra. Su nombre se hizo popular dentro de los círculos artísticos y se ensalzó como uno de los pintores españoles más prometedores de cuantos trabajaban en la capital francesa. Un año después, el gobierno español le condecoró con la Orden de Carlos III.

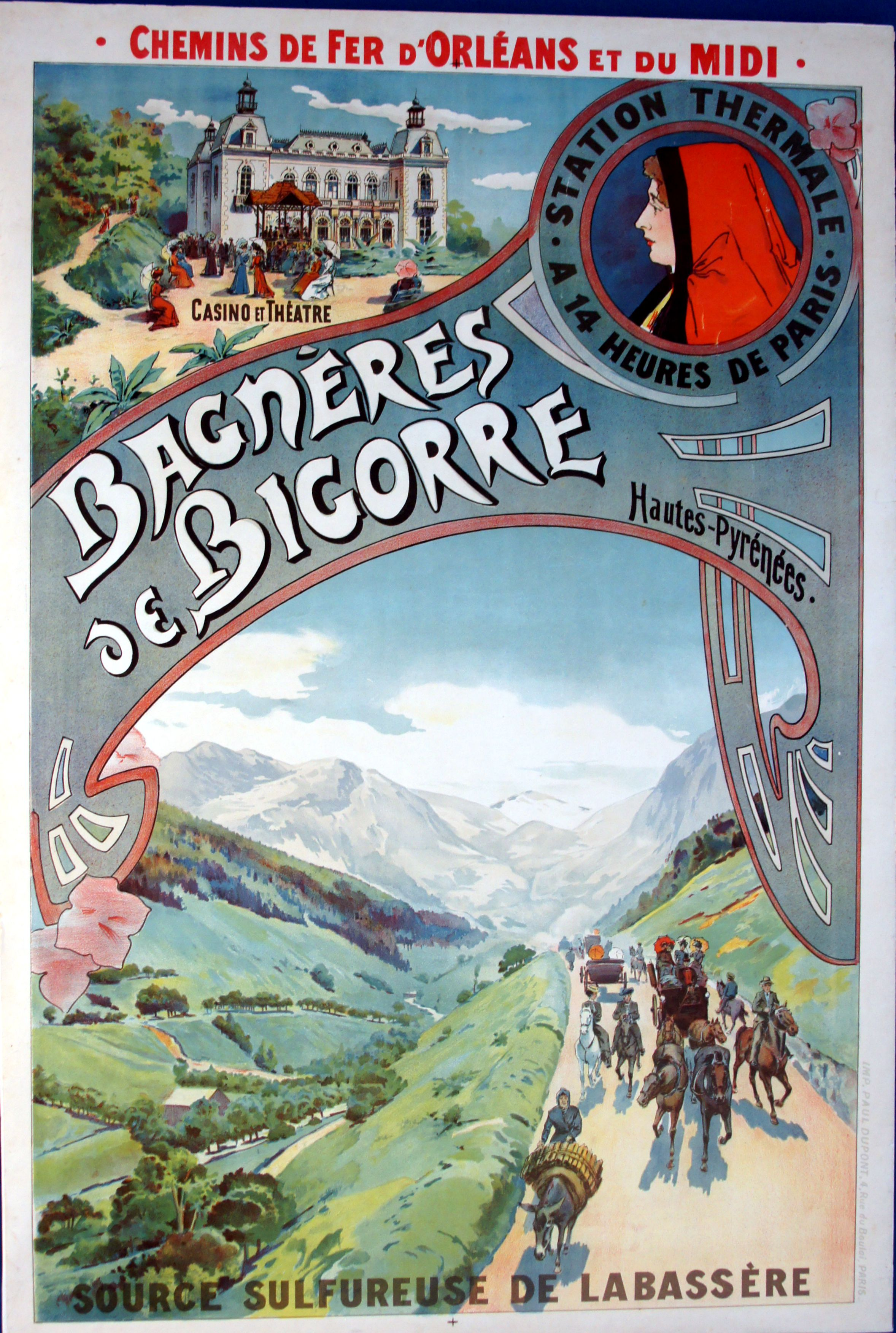
Cartel de los baños termales de Bagnères-de-Bigorre. Litografía.

Checa participó en numerosos salones y en muchos de ellos fue premiado. Al Salón de París acudía anualmente. También a otros salones franceses de menor repercusión, como Lyon, Montecarlo, Rouen, Angers o Burdeos. También envió obras a otros salones europeos en Bélgica, Alemania y España (Barcelona, y San Sebastián) así como a América, (Buenos Aires, Montevideo, Atlanta, Río de Janeiro) y África (Argel, Túnez). En pocos años se confirmó como uno de los pintores más influyentes del momento, y en 1894 el gobierno francés le condecoró con la Legión de Honor. En 1895, realizó su primera exposición individual en Georges Petit, donde presentó, con éxito, cerca de sesenta obras. También en este año participó como miembro del jurado de la comisión moderna en el certamen organizado con motivo del centenario de la litografía.
En 1897 se adentró en otras manifestaciones artísticas. En estas fechas recibió un encargo del sindicato de baños termales de Bagnères de Bigorre para realizar la publicidad de la localidad, algo que repetiría en dos ocasiones más. Ese mismo año se publicó Espagne. Le Généralife. Sérénades et Songes de Zacharie Astruc, con ilustraciones de Checa ilustrando su gran viaje por España. Durante los meses de verano viajó a Colmenar y aprovechando su estancia pintó dos murales en el presbiterio de la parroquia de Santa María la Mayor. En el muro de la izquierda representó La anunciación y en el de la derecha La presentación de la Virgen. Años después realizó un tercer mural en el que representó un San Cristóbal.

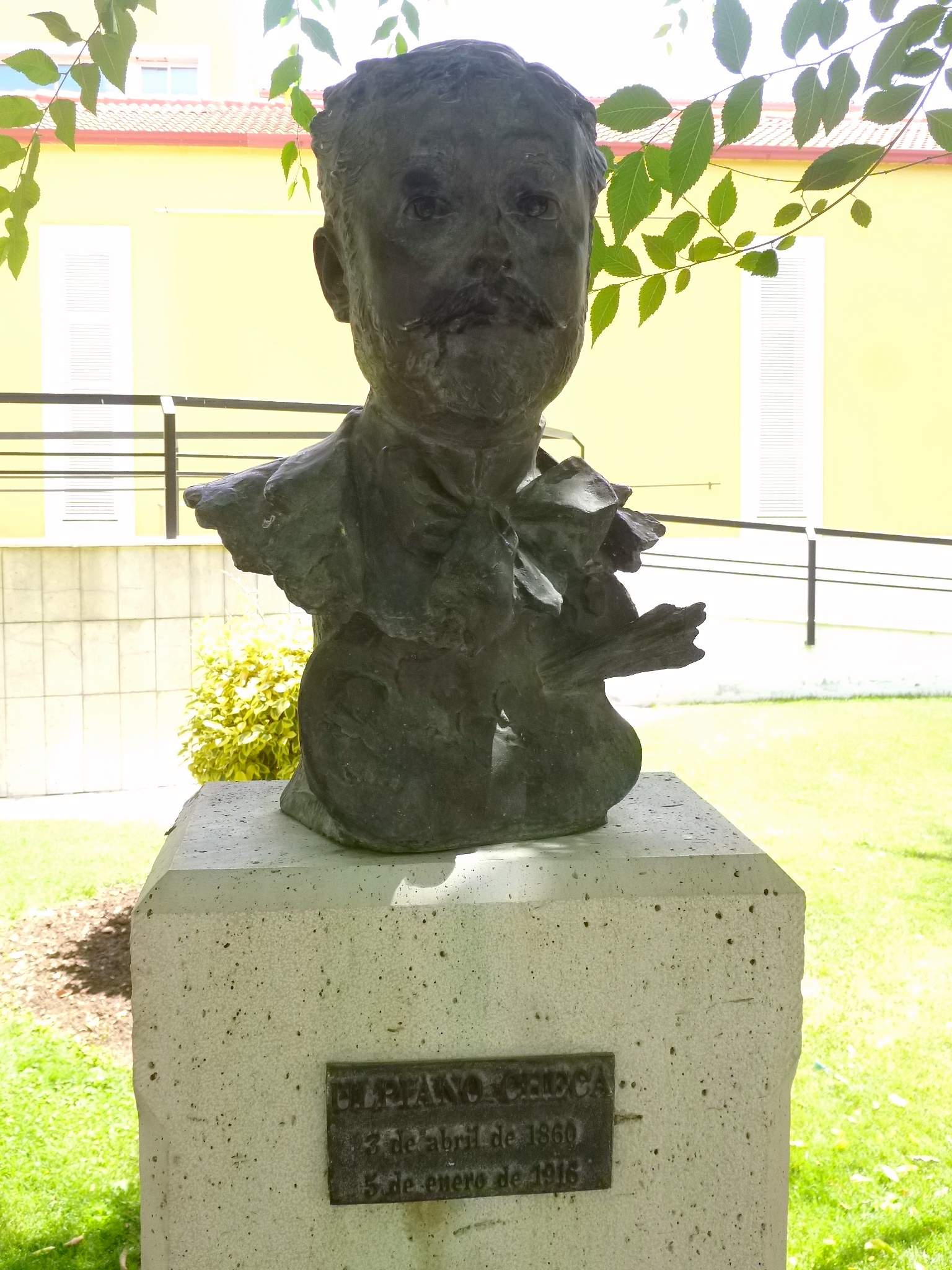
Busto dedicado a Ulpiano Checa frente a su Museo en Colmenar de Oreja

El año 1900 fue muy importante para el pintor. Publicó su Tratado de perspectiva, ganó una medalla de oro en la Exposición Universal de París, con Los últimos días de Pompeya, además de participar junto a Jules Chéret, Étienne Dinet y Edmond Grasset en la publicidad del pabellón de Andalucía en tiempo de los moros con una litografía, y decoró una gran cúpula del Buffet de la Gare - "Le trai Bleu" de la estación de tren de Lyon en París, con cuatro grandes lienzos  para sus techos - hoy día, Monumento  Nacional  " Art-Nouveau"  y  representando cuatro ciudades : Monte-Carlo, Toulon, Arles y  Montpellier.
En 1901 se encargó de diseñar el vestuario de la representación teatral de Quo Vadis? en París. En 1902, tras participar en la primera exposición de artistas españoles residentes en Francia en la Galería de Artistas Modernos, partió para América, y viajó por Argentina y Uruguay. Realizó este viaje para atender asuntos económicos de su mujer, pero, tras conocer el importante mercado artístico que allí se estaba desarrollando, prolongó su estancia varios meses.
Expuso en las galerías más importantes de Azul, Buenos Aires y Montevideo y retrató a los personajes más influyentes del momento. En Montevideo conoció a Juan Zorrilla de San Martín, quien le propuso ilustrar su libro Tabaré, que vería la luz en 1904. En 1905 viajó por Italia, donde pintó un gran número de obras, y un año después regresó a Buenos Aires para realizar el retrato del recién fallecido General Mitre.
Argelia fue uno de los destinos preferidos del pintor. Viajó con frecuencia, sobre todo durante la primera década del siglo. Además de documentarse para sus pinturas orientalistas, realizó obra y participó en diferentes exposiciones colectivas. En 1908 ilustró junto con otros pintores Les Alhambras, de Zacharie Astruc. Dos años después enferma de uremia y aunque no deja de trabajar, su producción desciende. Continua cumpliendo con los envíos al Salón de París y en 1912 realiza una exposición individual en la Galería Imberti de Burdeos. Este mismo año recibió la condecoración de Nichan Iftikhar del gobierno de Túnez.
Tras estallar la Primera Guerra Mundial, ya enfermo, dejó París para instalarse en Bagnères de Bigorre. En poco tiempo se trasladó a la cercana localidad de Dax, donde murió el 5 de enero de 1916. Por expreso deseo del pintor, sus restos mortales fueron trasladados a Colmenar de Oreja, donde fue sepultado el día 20 del mismo mes.

## Premios y condecoraciones
- 1887: Primera medalla en la Exposición Nacional de Bellas Artes de Madrid
- 1888: Segunda medalla en la Exposición Internacional de Viena
- 1889: Tercera medalla en la Exposición Universal de París
- 1890: Tercera medalla en el Salón Oficial de París
- 1891: Caballero de la Orden de Carlos III de España
- 1894: Caballero de la Legión de Honor, Francia. Medalla de Plata en la Exposición Universal y Colonial de Lyon
- 1895: Medalla de Oro en la Exposición Internacional de Atlanta
- 1898: Medalla de Oro en la Exposición Internacional de Dijon
- 1900: Medalla de Oro en la Exposición Universal de París
- 1900: Medalla de Oro en el Salón de Dijon
- 1912: Condecorado con la Orden de Gloria, Túnez

## Obra

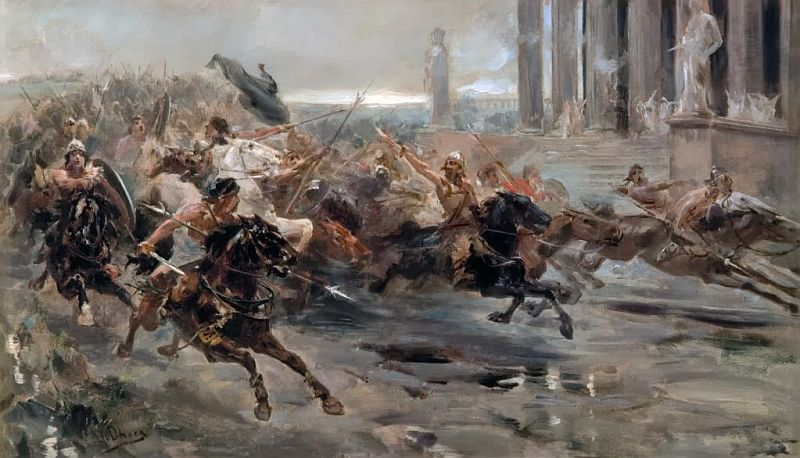
Entrada de los hunos en Roma, 1887.

La obra de Ulpiano Checa se caracteriza por un uso estereotipado del color, del tratamiento de la luz y del uso del dibujo, que se compensan y pasan desapercibidos gracias al dinamismo que imprime a sus obras. Se trata de un artista ecléctico que incorporó a su obra conceptos del impresionismo, el academicismo o el luminismo sin ahondar en ninguno de ellos. Sus cuadros de historia usan incesantemente los caballos al galope como recurso para impactar al espectador por su movimiento suspendido. De sus pinceles salieron galopando hunos, bárbaros, pompeyanos, aurigas, franceses, árabes o reyes. También abusa del recurso de oponer un haz de luz cálido y uno frío, encontrándolo tanto en cuadros de historia como costumbristas o retratos. Se le ha adscrito al posromanticismo.
Al no hacer ningún aporte fundamental en el panorama pictórico de su tiempo su obra estuvo siempre a la sombra de otros creadores más comprometidos con su obra que con sus negocios.
Tal y como quedó consignado en el catálogo de la exposición Spanish master drawings from Dutch public collections (1500-1900) publicado por el Museo Boymans Van Beuningen de Róterdam, podemos encontrar dibujos de Ulpiano Checa en colecciones neerlandesas junto a otros de Goya, Velázquez, Murillo, Alonso Cano, Ribera, Pedro Berruguete, Pedro de Mena, Paret o Eugenio Lucas.

## Obras relevantes
- Le train bleu. Carboncillo/guache blanca/papel ocre, 90 x 73 cm. c. 1900. Proyecto ejecutado para los grandes techos pintados en el Buffet de la Gare -París-Monumento Nacional Art-Nouveau- 1900. Cuatro grandes lienzos  para sus techos pintados y representando cuatro ciudades: Monte-Carlo, Toulon, Arlés y Montpellier.
- Marcha del Ejército: 14,5cm L 22cm. Tinta china, aguada y  guache blanca. Realizada para ilustrar «l’Espagne - le Généralife - Sérénades et songes» de Zacharie Astruc - repr. pag.92- París, 1897.

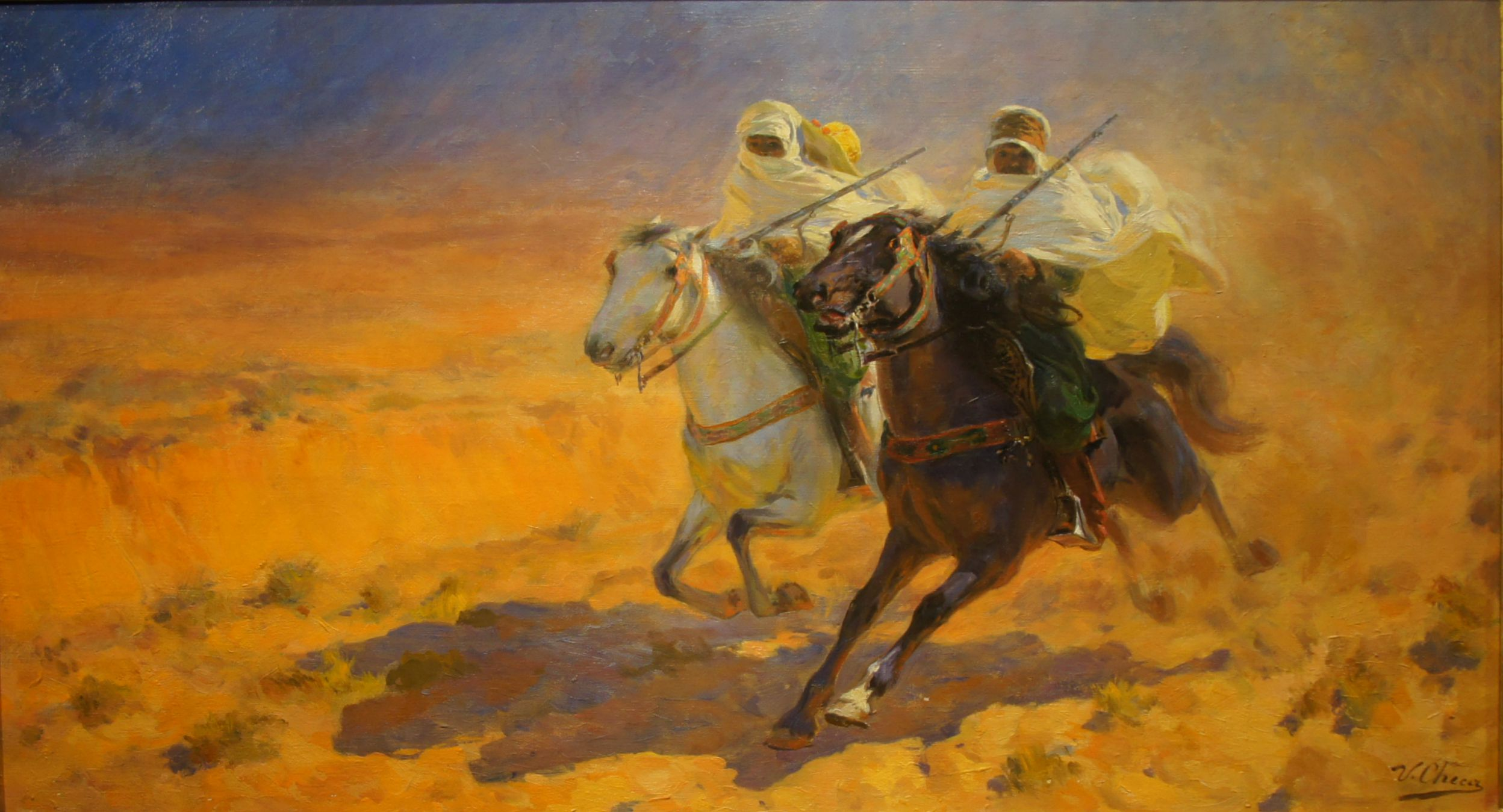
Entre dos oasis, óleo sobre lienzo, 55 x 100 cm. Salón oficial de París, 1911. Colección particular.
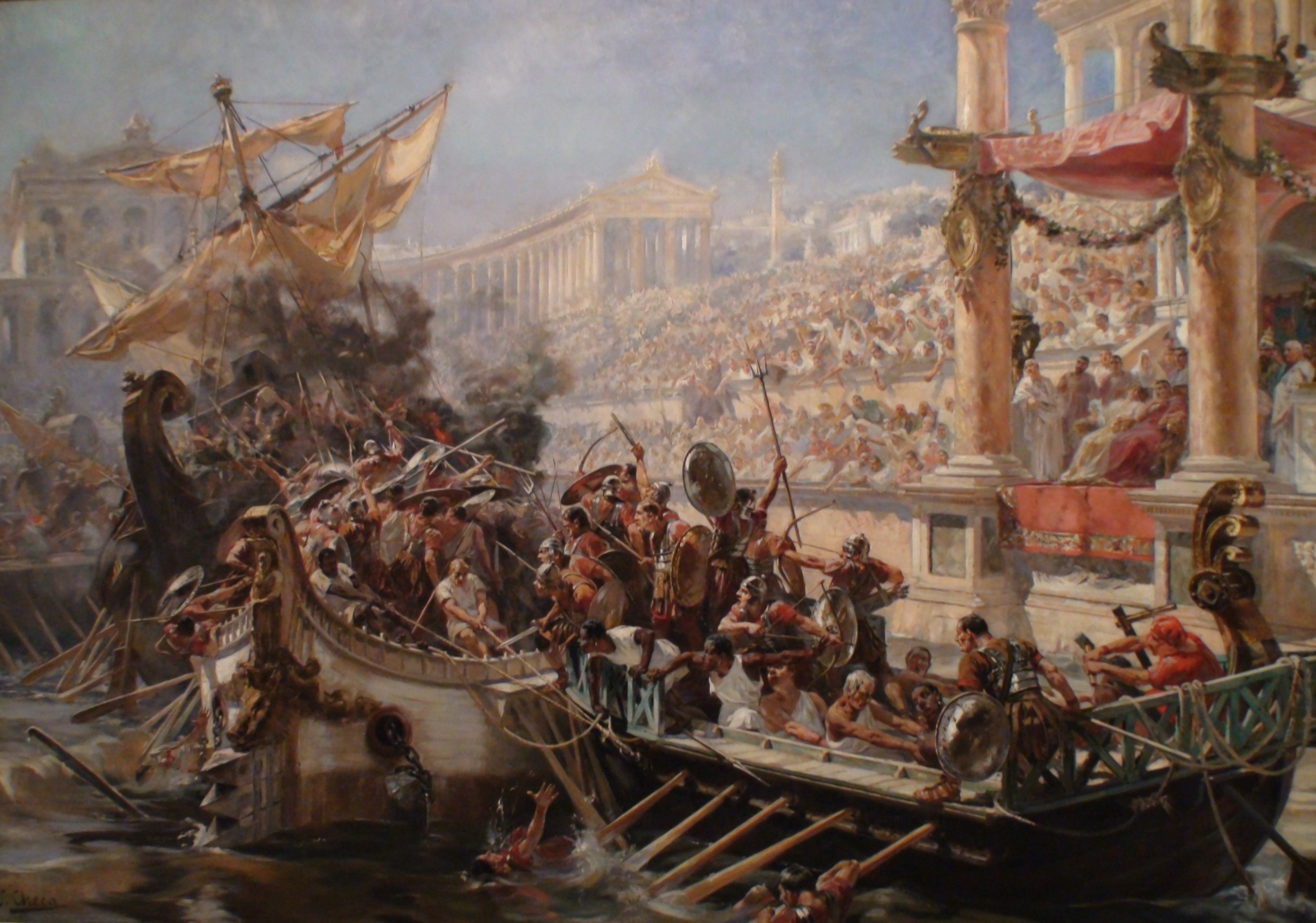
La naumaquia (Combate naval entre romanos), 1894. Medalla de oro en la Exposición Internacional de Atlanta en 1895.
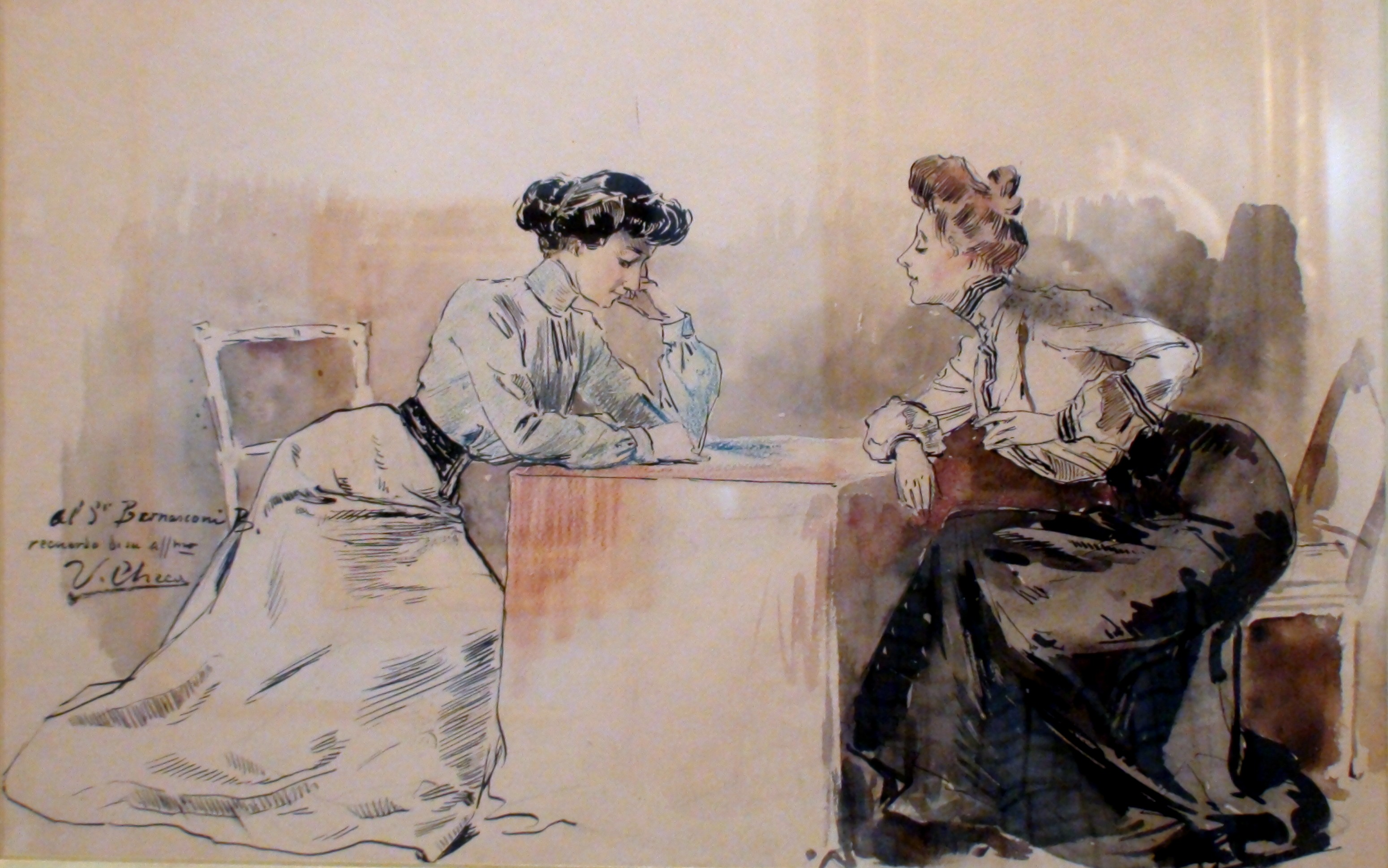
Amor compartido. Acuarela, tinta y lápiz sobre papel, 56 x 75 cm.
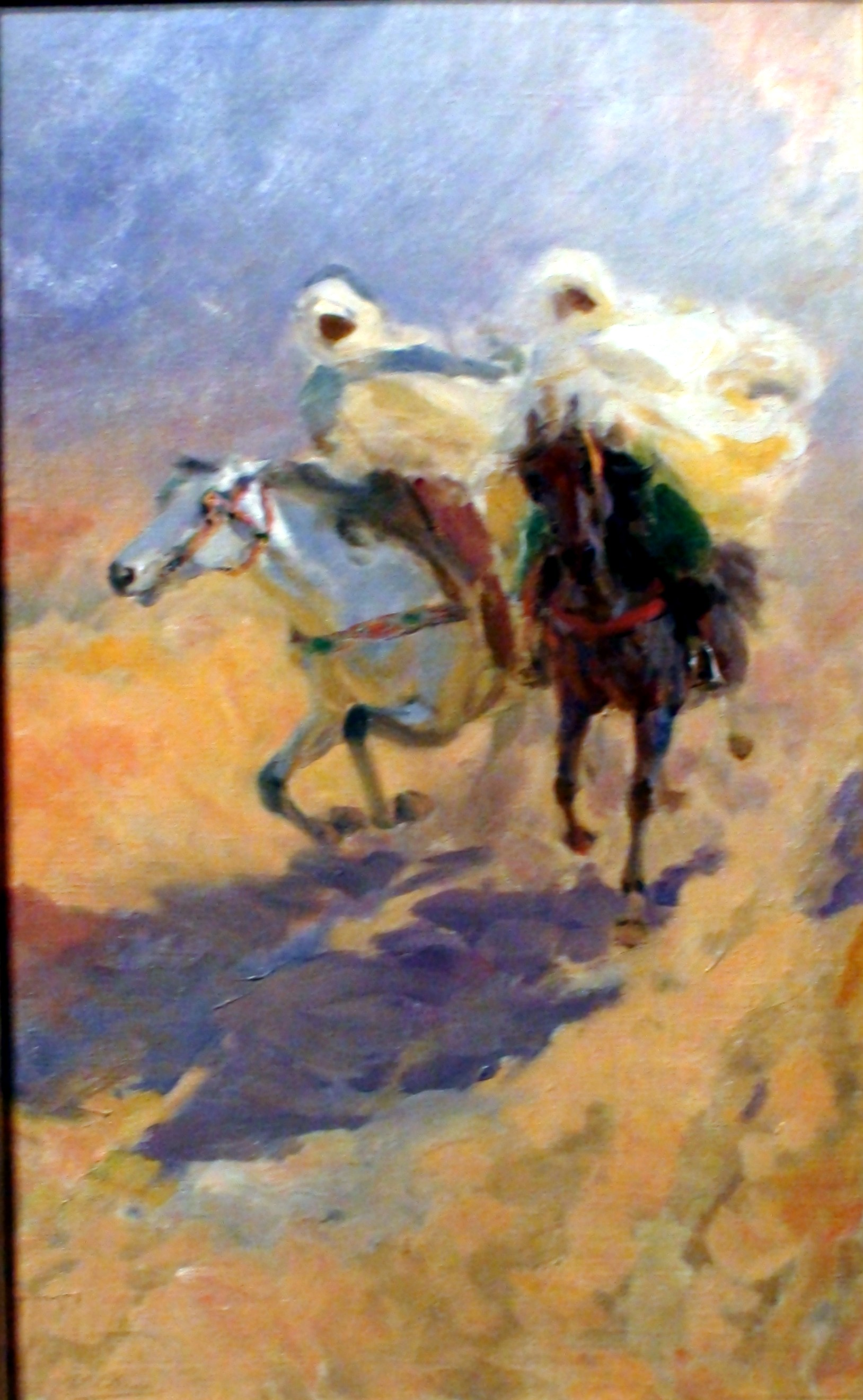
El galope. Óleo sobre lienzo, 60 x 38 cm.
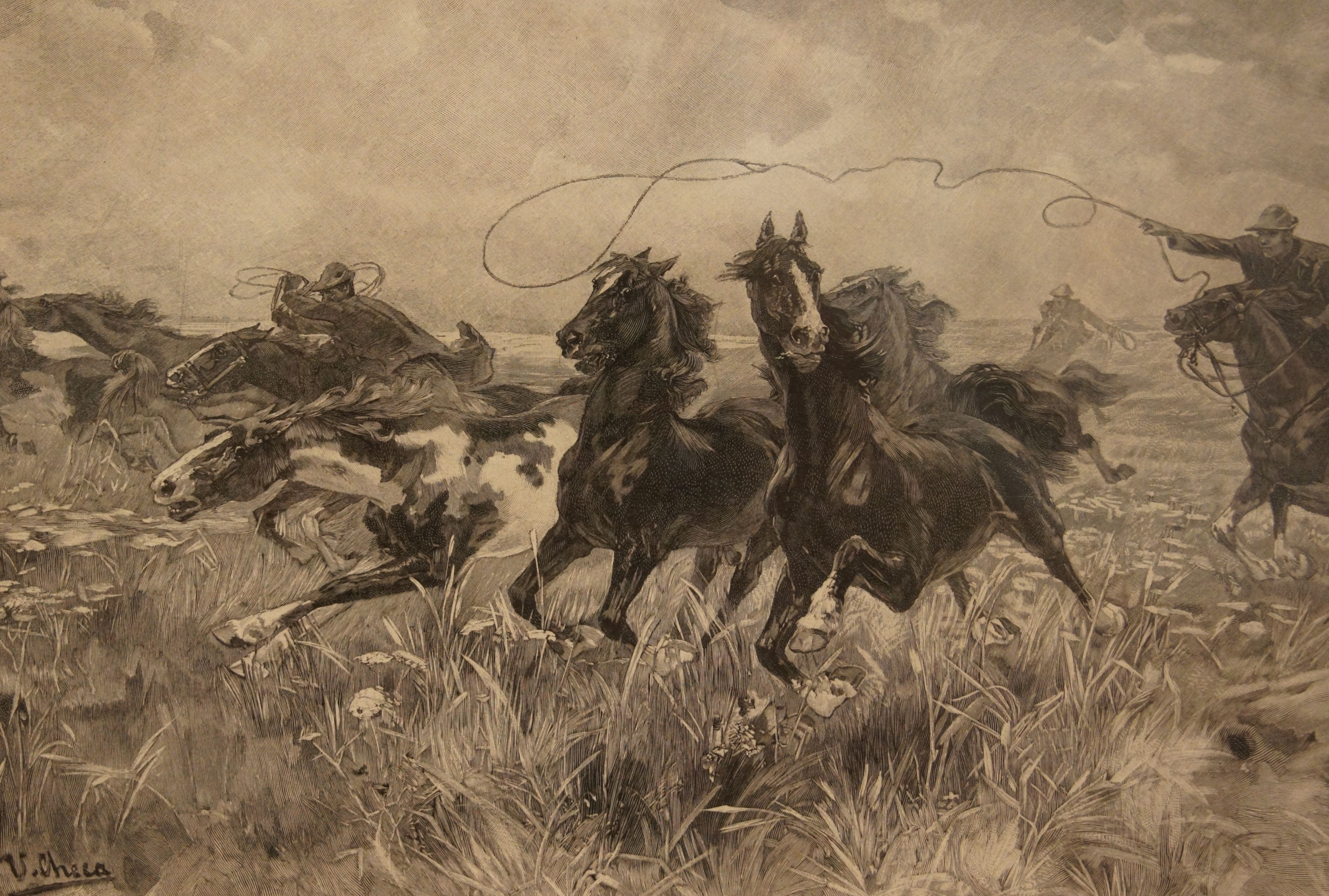
El lazo en la pampa. Fotograbado sobre papel, 40,5 x 27,6 cm (1895).
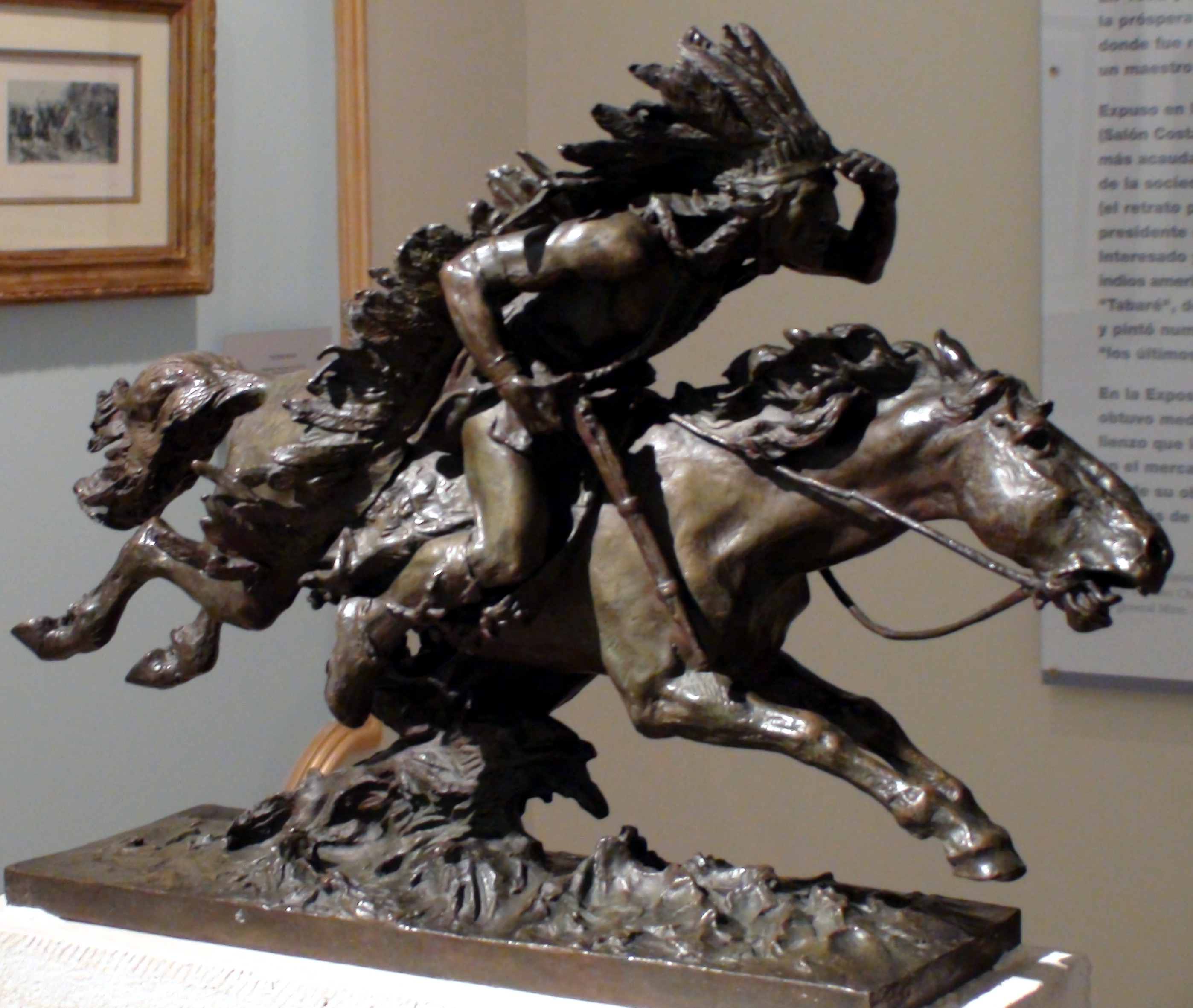
El piel roja. Estatua de bronce, 56 x 40 x 18 cm. Marca de fundición de M. Colinsg, París (1895).
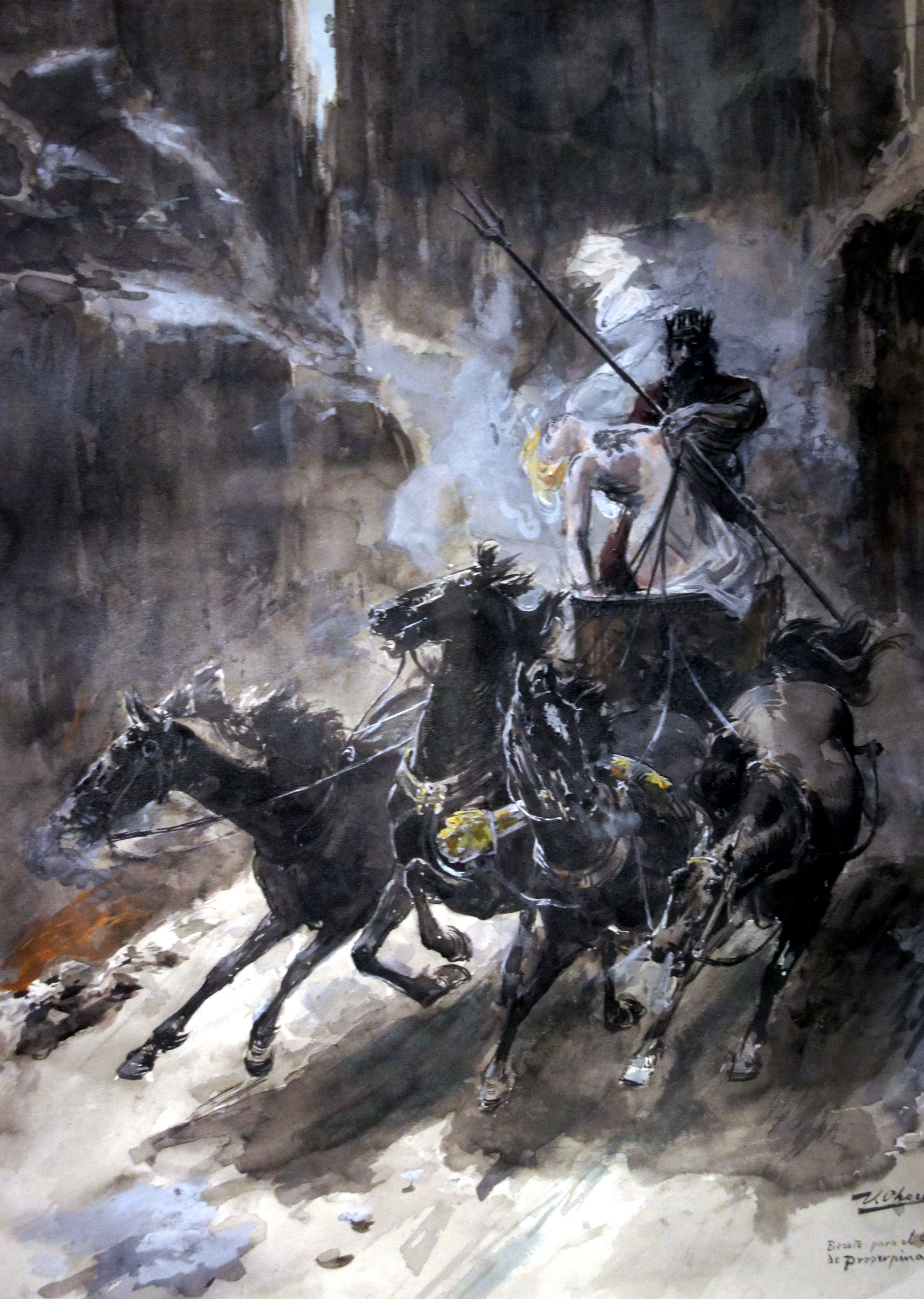
El rapto de Proserpina, 1888. Tinta china, aguada, plumilla y gouache sobre papel, 59 x 44,2 cm.
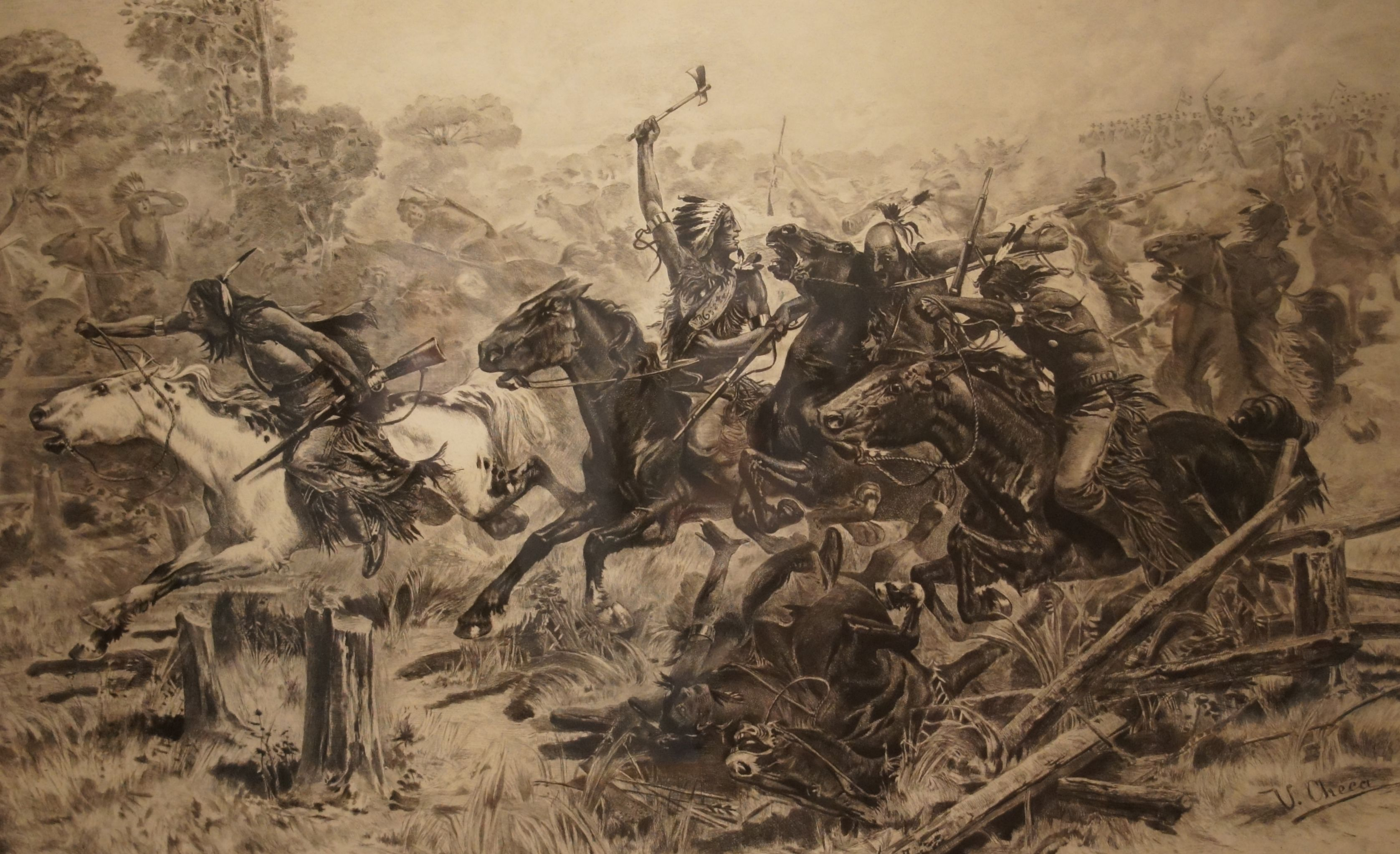
El último de los pieles rojas. Fotograbado sobre papel, 56 x 82 cm.
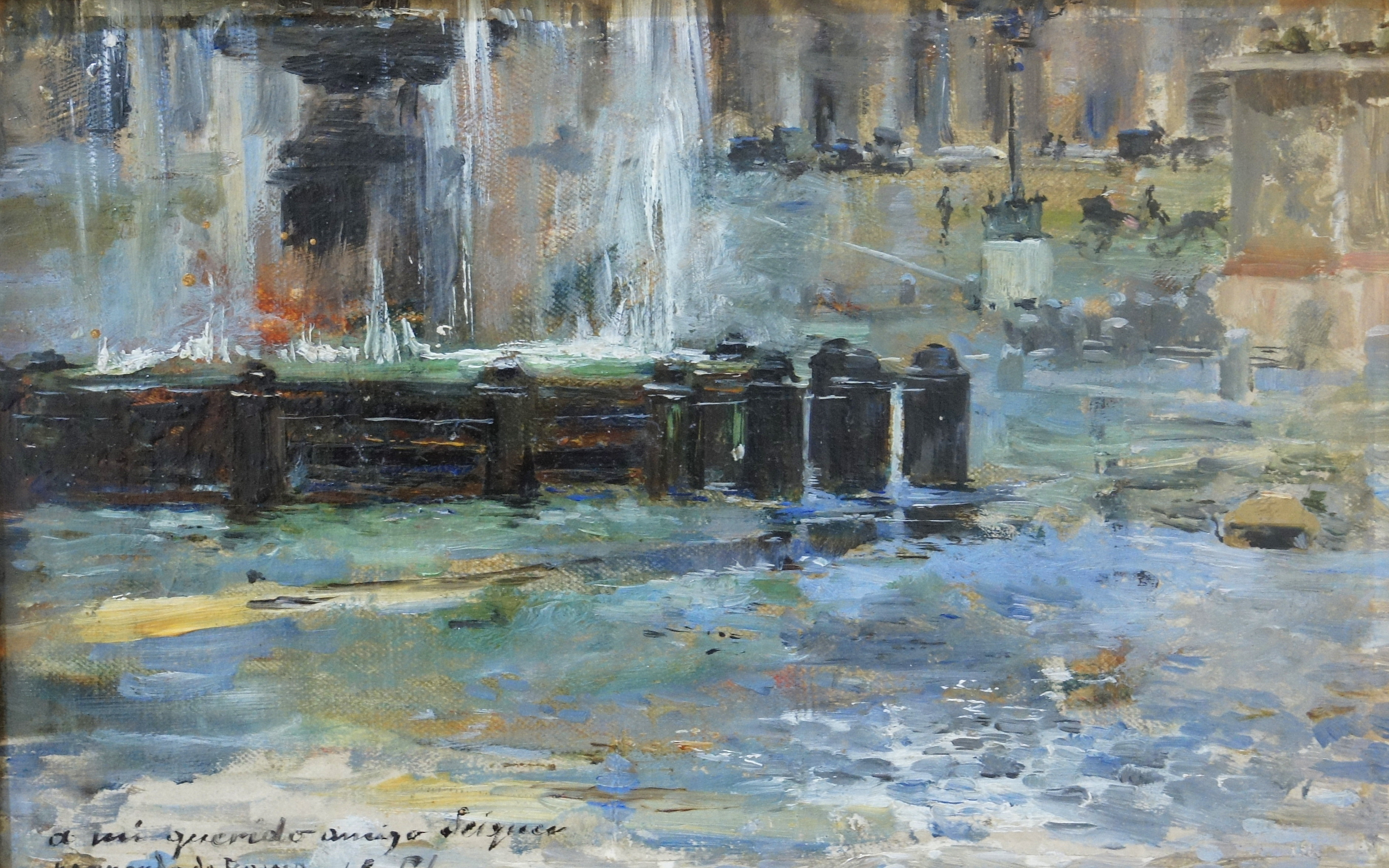
Fuente de Roma. Óleo sobre tabla, 16,7 x 24,8 cm.
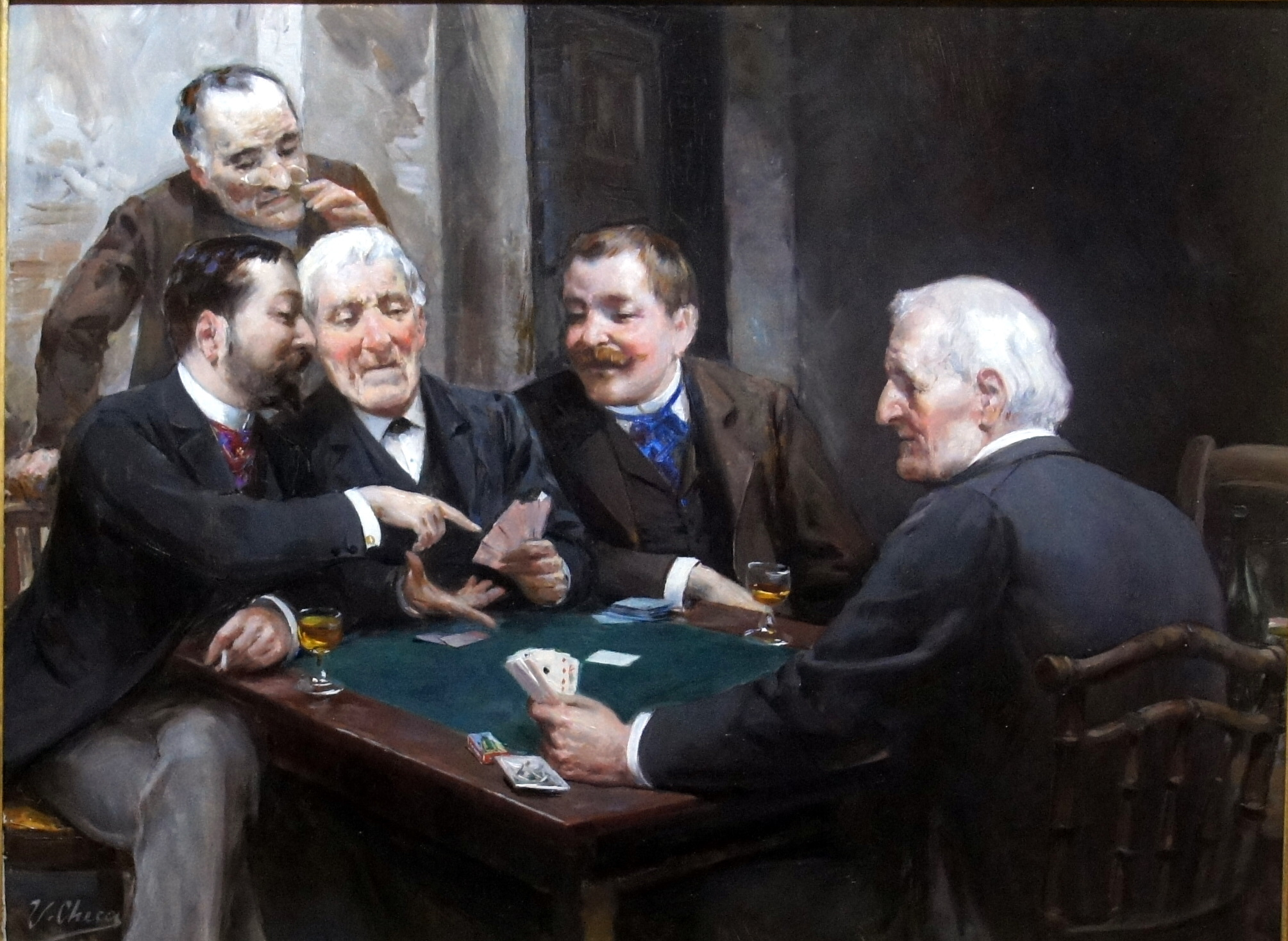
Juego de los cientos (consejo tardío). Óleo sobre lienzo, 46,5 x 61,4 cm (1895).
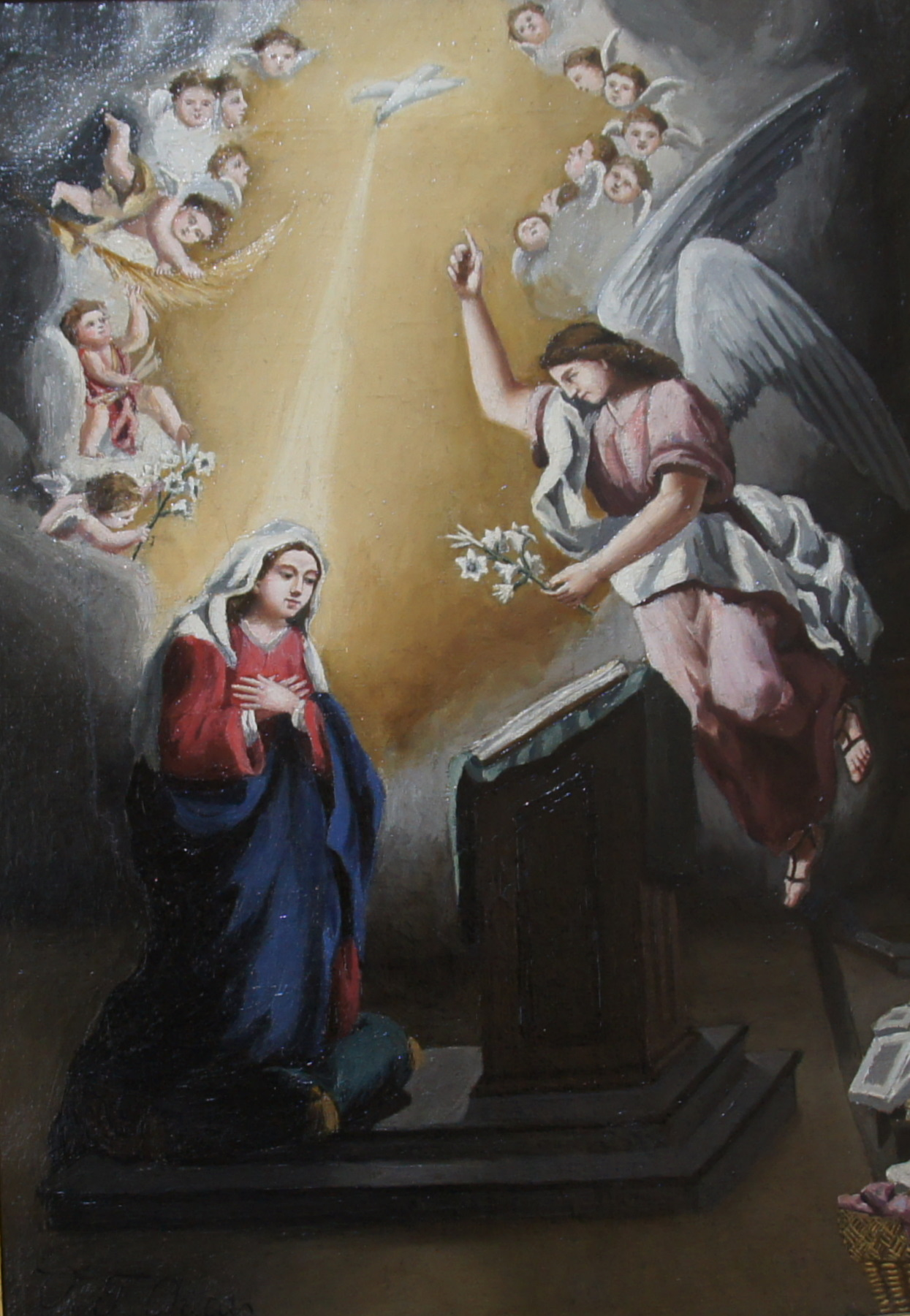
La anunciación de la virgen, óleo sobre lienzo, 36,4 x 28,3 cm (1875).
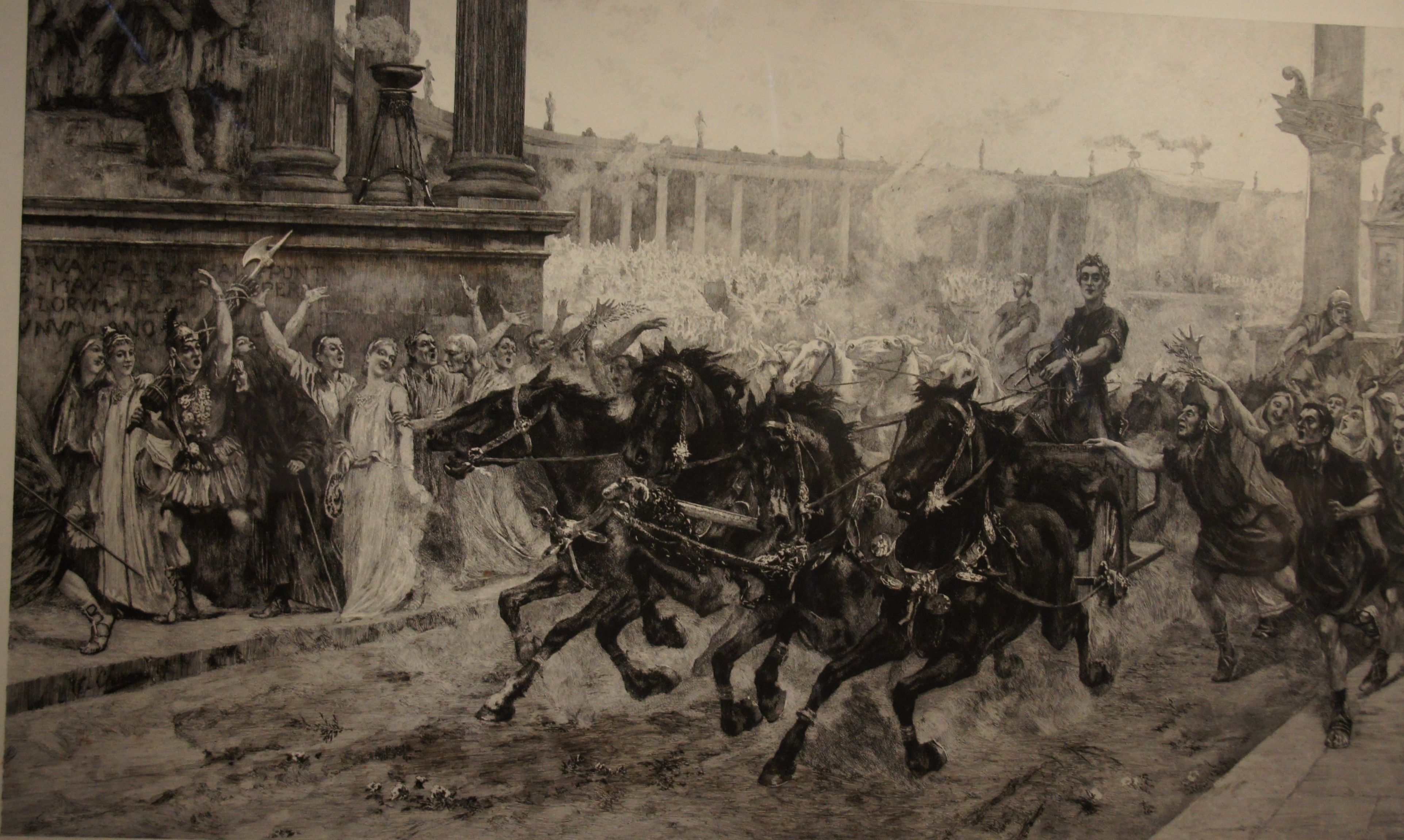
La llegada del vencedor, 1903. Grabado en punta seca, 84 x 110 cm.
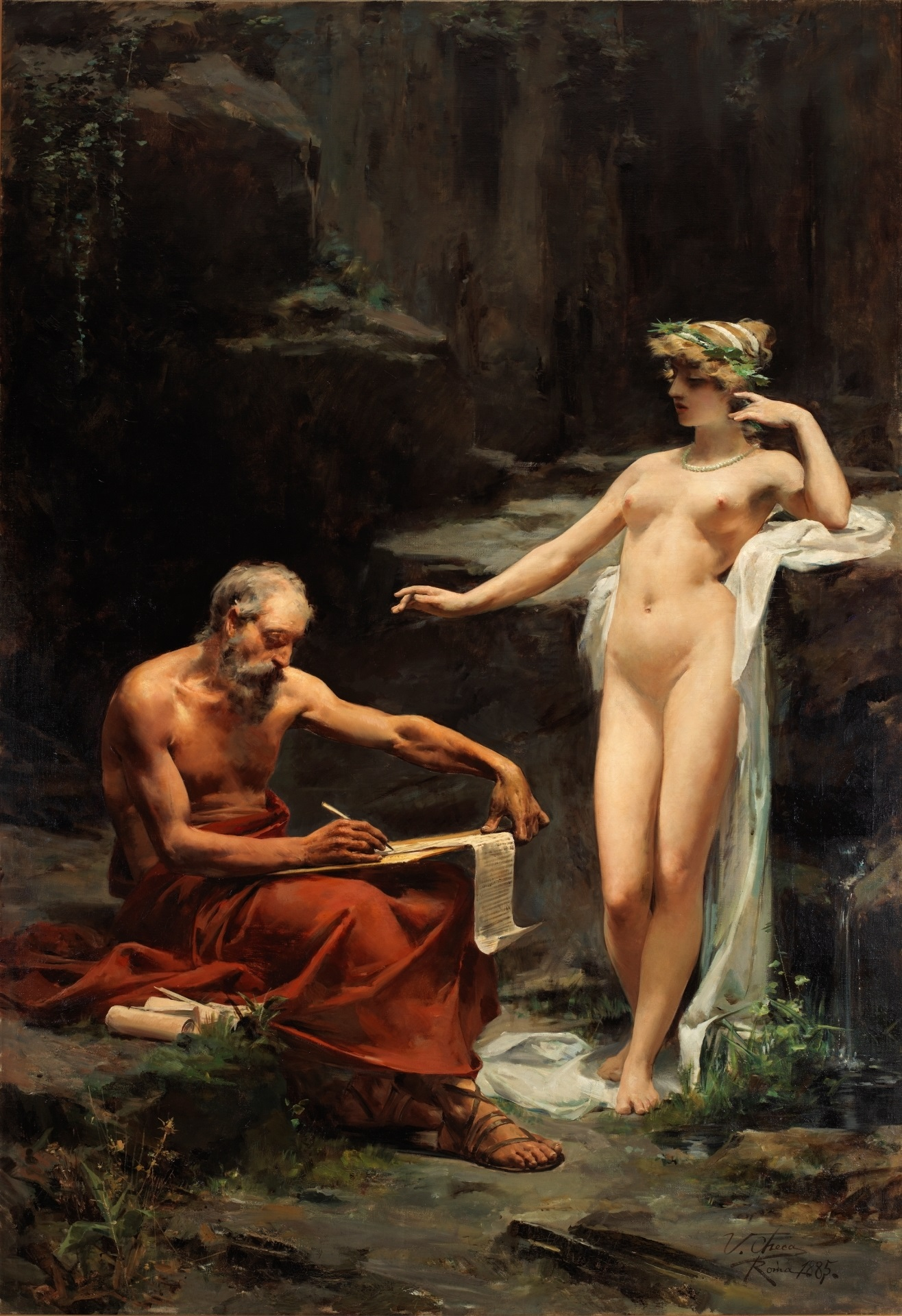
La ninfa Egeria dictando a Numa Pompilio las leyes de Roma. Óleo sobre lienzo, 300 x 200 cm.
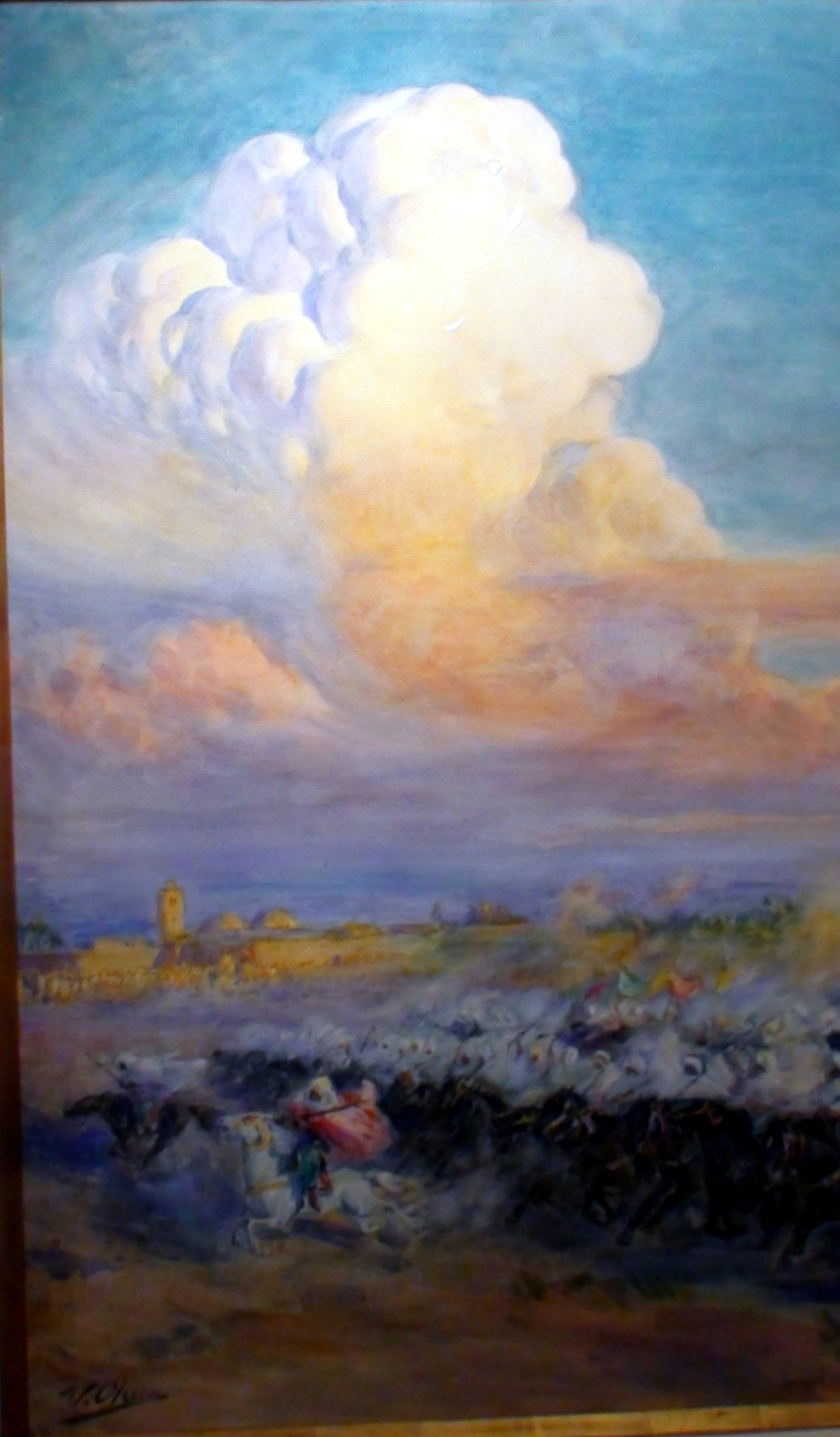
La nube o la carga de la caballería mora. Acuarela sobre papel, 100 x 61,5 cm.
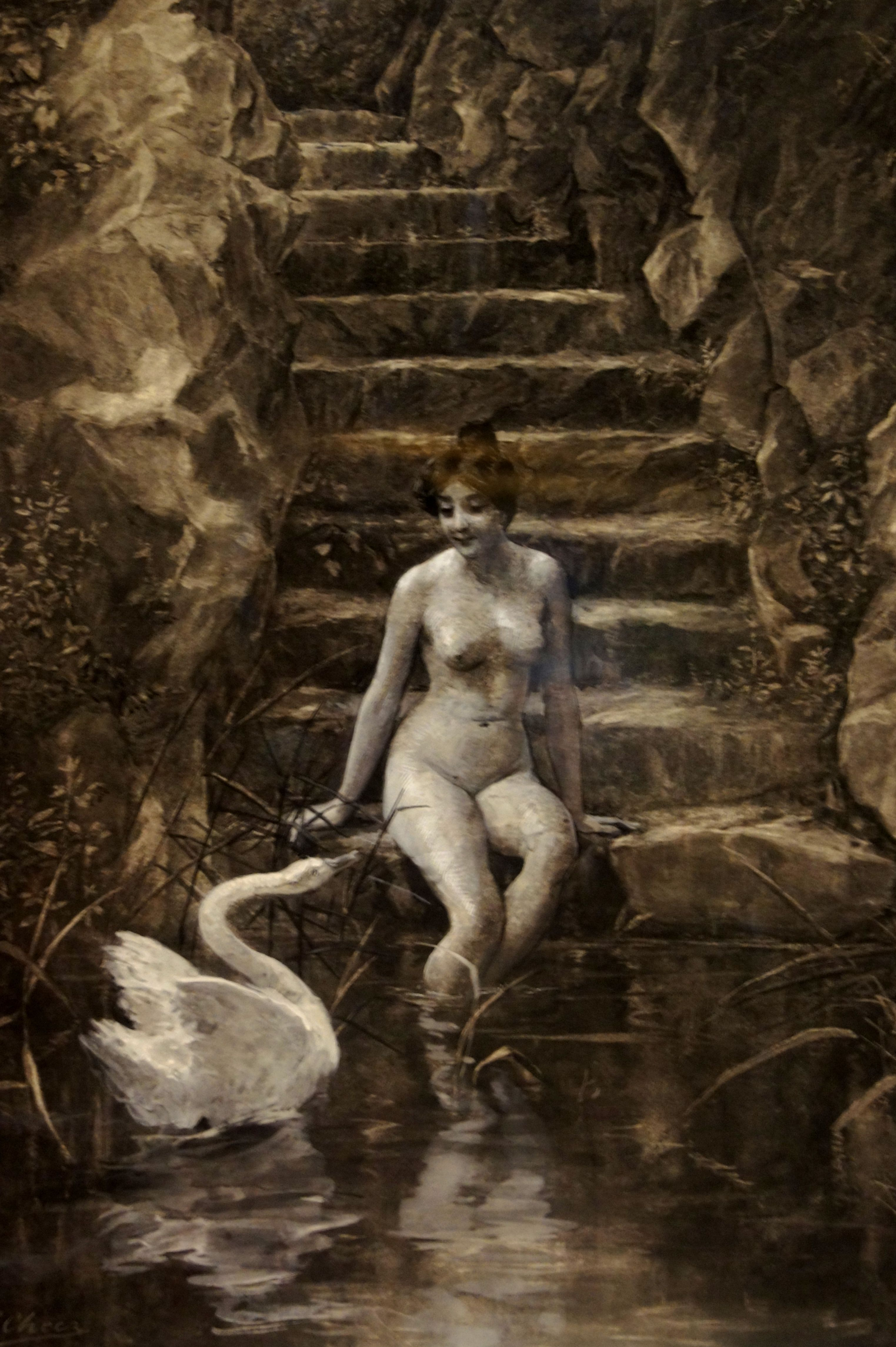
Leda y el cisne. Carboncillo, goauche sobre papel.
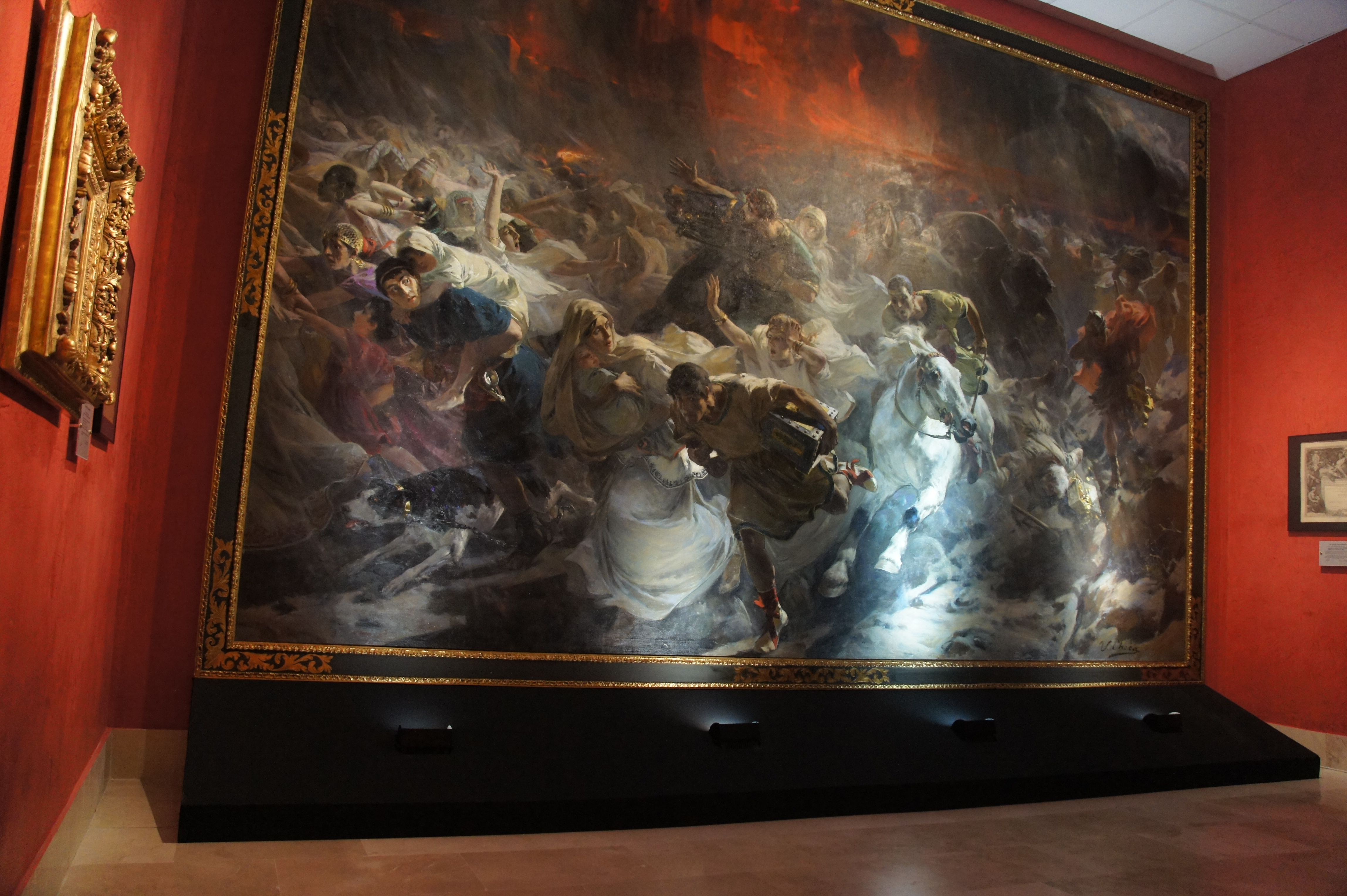
Los últimos días de Pompeya. Óleo sobre lienzo, 359 x 550 cm.
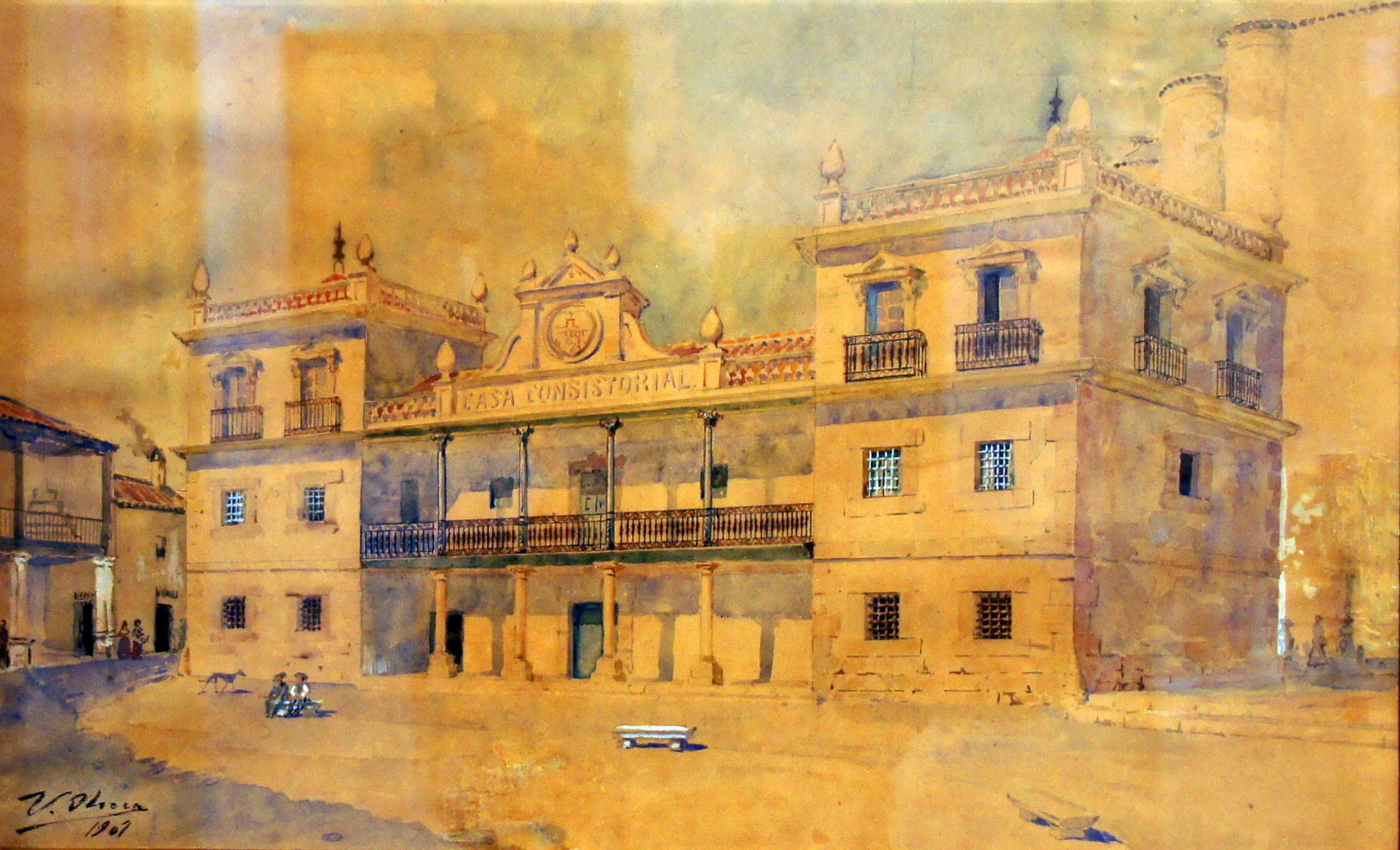
Proyecto de casa consistorial de Colmenar de Oreja. Acuarela sobre papel, 40 x 59 cm (1901).
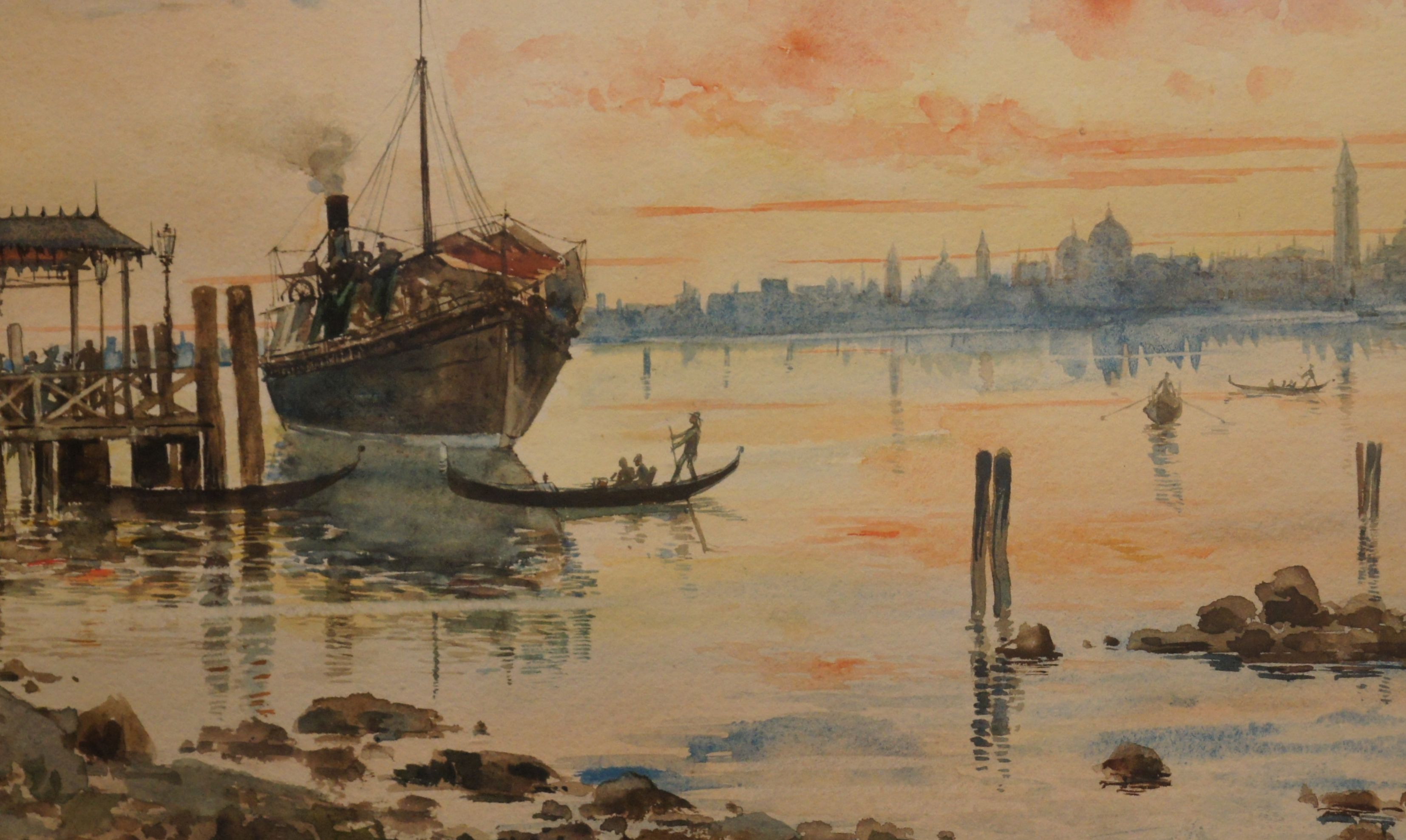
Recuerdo de Venecia. Acuarela sobre papel, 21 x 35 cm (1885).
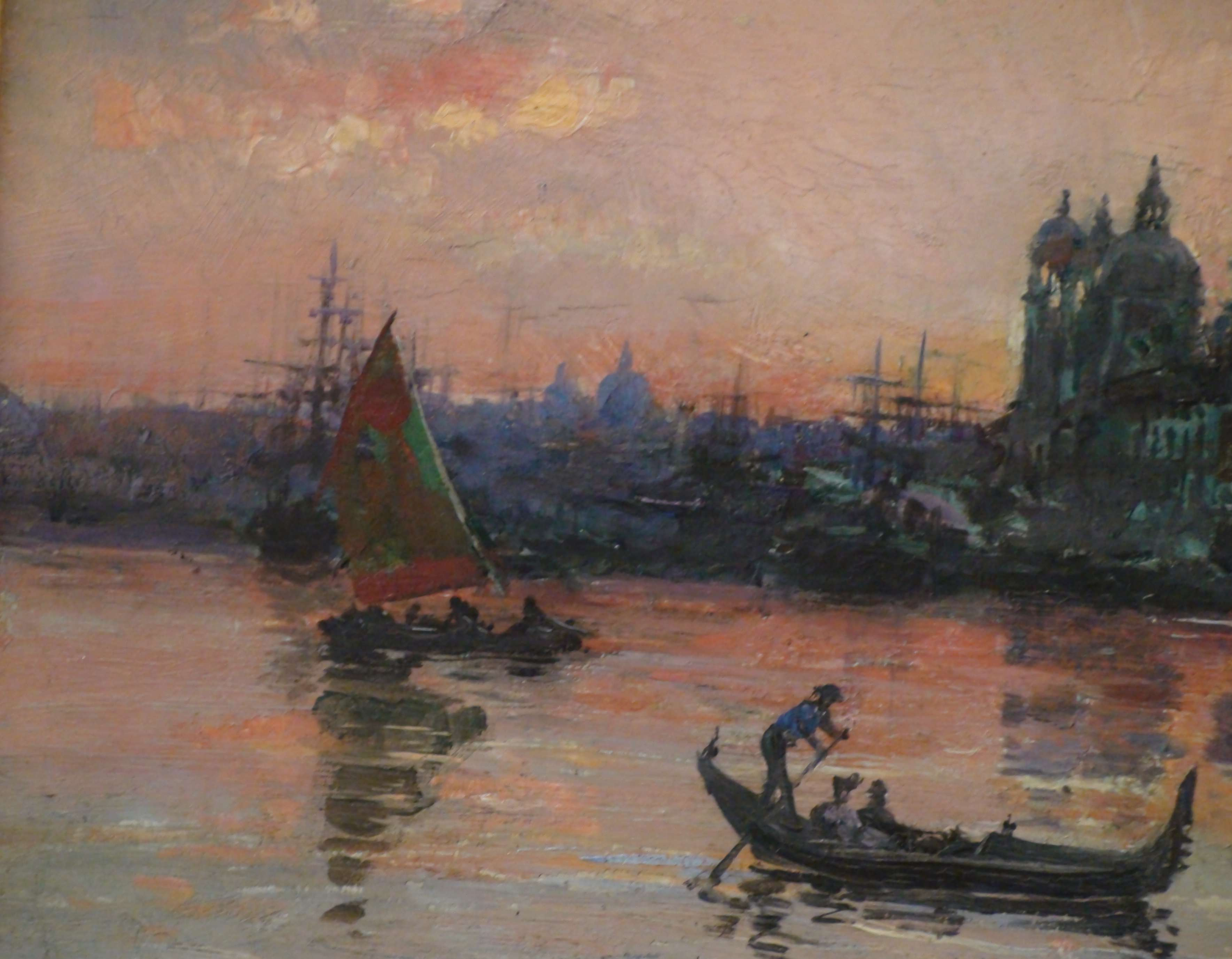
Venecia. Óleo sobre tela, 15 x 23 cm (1905).
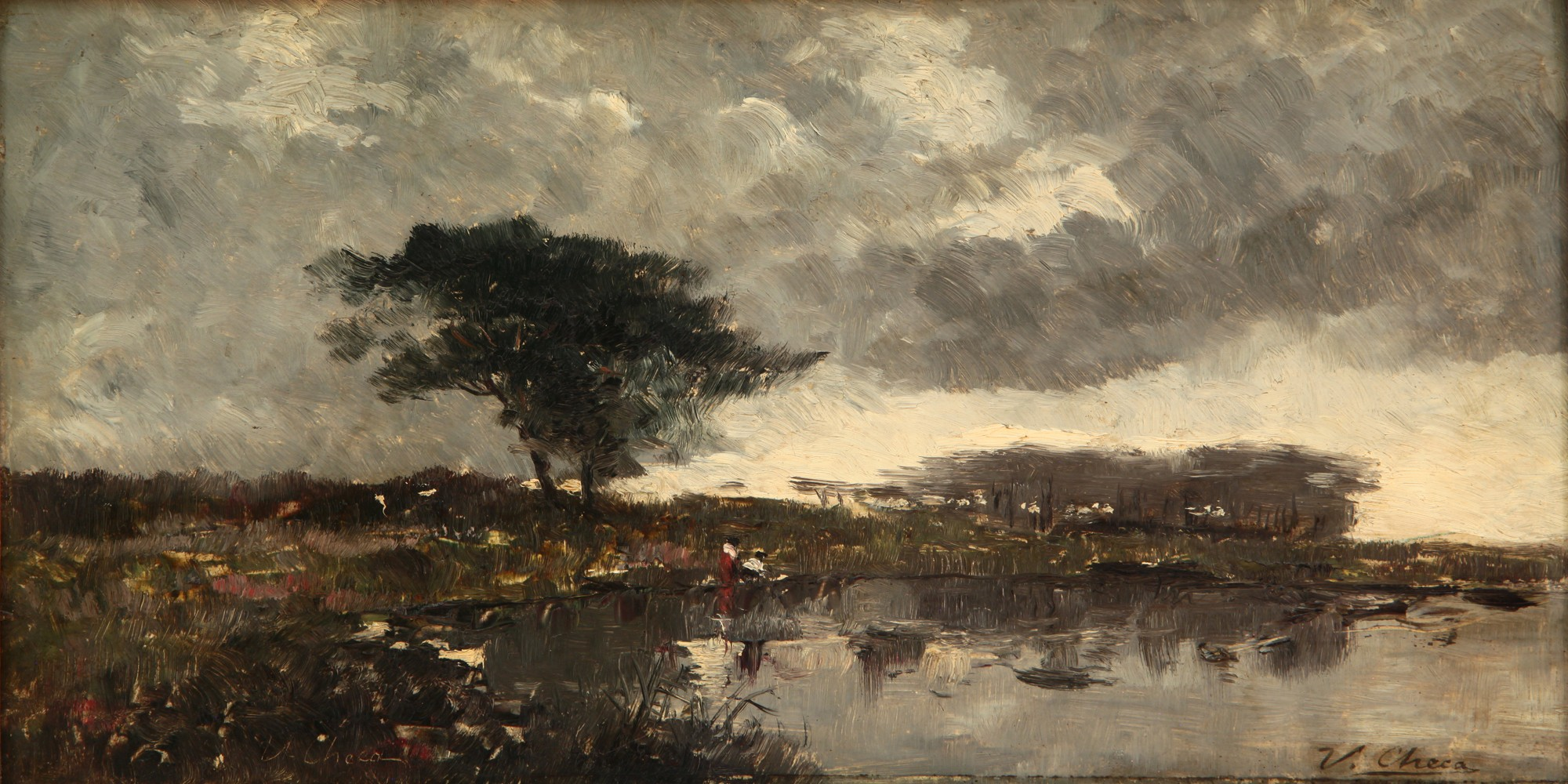
Bañados de Roma.

## Relación de obras en otros museos
Museo Nacional del Prado
- La invasión de los bárbaros. Óleo sobre lienzo. 400 x 700 cm. En depósito en la Universidad de Valladolid. Desaparecido en 1939.
- Retrato de Don Antonio Mediano. Óleo sobre lienzo. 170 x 100 cm. En depósito en el Museo Municipal de Santa Cruz de Tenerife.
- La ninfa Egeria dictando a Numa Pompilio las leyes de Roma. Óleo sobre lienzo. 300 x 200 cm. En depósito en el Museo Ulpiano Checa.

Museo Thyssen-Bornemisza
- Paisaje de Italia. Óleo sobre lienzo. 79 x 49,5 cm.
- Place de la Concorde. Invierno de 1890. Óleo sobre tabla. 25,5 x 41 cm.

Museo Nacional de Bellas Artes (Argentina)
- Bañados de Roma. Óleo sobre lienzo. 17 x 32 cm.
- Carrera de carros romanos. Óleo sobre lienzo. 65 x 101 cm.
- Desafortunado encuentro. Óleo sobre lienzo. 72 x 110 cm.
- Llegada del vencedor. Óleo sobre lienzo.
- Retrato de la Sra. Chevalier de Gibson. Óleo sobre lienzo. 210 x 130 cm.

Academia Española de Bellas Artes de Roma
- Retrato de Emilio Serrano. Óleo sobre lienzo.
- Retrato de Juan Vancell. Óleo sobre lienzo.

Museo de Bellas Artes de Asturias
- Aguadoras en la plaza de San Marcos de Venecia. Óleo sobre lienzo.
- En el abrevadero. Óleo sobre lienzo. 80 x 100 cm.

Museo San Telmo
- Le fardier (carretero francés). Óleo sobre lienzo.

Museo Fundación María José Jove
- Carnival Eve. Óleo sobre lienzo 125 x 180,5 cm.
- Regreso del rey. Óleo sobre lienzo 50 x 73,5 cm.
- Retrato de mamita. Óleo sobre lienzo.

Colección de la Consejería de Cultura de la Comunidad de Madrid
- Enamorados en Pompeya. Óleo sobre lienzo. 38,5 x 55 cm. En depósito en el Museo Ulpiano Checa.
- Escena galante con Madrid al fondo. Óleo sobre lienzo. 45,5 x 72,5 cm. En depósito en el Museo Ulpiano Checa.
- Carga de la caballería (apunte de Waterloo). Óleo sobre lienzo. Depósito en el Museo Ulpiano Checa.

Museo de Historia de Madrid
- La tempestad. Óleo sobre lienzo.

Museo de Cáceres. Sección de Bellas artes.
- Bodegón. Óleo sobre lienzo 67 x 48 cm.

Museo de Ángeles (Francia)
- Bacanal. Óleo sobre lienzo.

Museo de Colmar
- El rapto de Proserpina. Óleo sobre lienzo. Desaparecido durante la Segunda Guerra Mundial.

Museo de Arte e Historia de Auxerre (Francia)
- En ruta para la feria. Óleo sobre lienzo.

Museo de los Agustinos (Toulousse, Francia)
- Enamorados junto a una fuente. Óleo sobre lienzo.

Museo de Amiens (Francia)
- Feria de Sevilla. Óleo sobre lienzo.

Museo de Mulhouse (Francia)
- La cantera. Óleo sobre lienzo. Desaparecido durante la Segunda Guerra Mundial.

Museo de Bellas Artes de Nantes (Francia)
- Juego de los cientos. Óleo sobre lienzo. 69 x 91 cm.

Facultad de Bellas Artes (Universidad Complutense de Madrid)
- Martirio de San Cristóbal. Óleo sobre pared. 362 x 655 cm.

Museo Mitre (Buenos Aires, Argentina)
- Retrato ecuestre del General Mitre. Óleo sobre lienzo. 300 x 241 cm.

Colección del Círculo Militar de Buenos Aires
- Amazonas. Óleo sobre lienzo.